# Chiloquin
Chiloquin é uma cidade localizada no estado norte-americano de Oregon, no Condado de Klamath.

## Demografia
Segundo o censo norte-americano de 2000, a sua população era de 716 habitantes.
Em 2006, foi estimada uma população de 720, um aumento de 4 (0.6%).

## Geografia
De acordo com o United States Census Bureau tem uma área de
2,1 km², dos quais 2,1 km² cobertos por terra e 0,0 km² cobertos por água.

## Localidades na vizinhança
O diagrama seguinte representa as localidades num raio de 60 km ao redor de Chiloquin.